# Kijevci (Gradiška)
Kijevci (en cirílico: Кијевци) es una aldea de la municipalidad de Gradiška, Republika Srpska, Bosnia y Herzegovina.

## Población
| Composición de la Población - Aldea de Kijevci | Composición de la Población - Aldea de Kijevci | Composición de la Población - Aldea de Kijevci | Composición de la Población - Aldea de Kijevci | Composición de la Población - Aldea de Kijevci |
| ---------------------------------------------- | ---------------------------------------------- | ---------------------------------------------- | ---------------------------------------------- | ---------------------------------------------- |
|                                                | 2013                                           | 1991                                           | 1981                                           | 1971                                           |
| Total                                          | 215                                            | 381 (100,0%)                                   | 519 (100,0%)                                   | 624 (100,0%)                                   |
| Varones                                        | 102                                            | -                                              | -                                              | -                                              |
| Mujeres                                        | 113                                            | -                                              | -                                              | -                                              |
| Bosniacos                                      | 1                                              | 2 (0,525%)                                     | -                                              | -                                              |
| Serbios                                        | 204                                            | 364 (95,54%)                                   | 451 (86,90%)                                   | 611 (97,92%)                                   |
| Croatas                                        | 3                                              | 4 (1,050%)                                     | 8 (1,541%)                                     | 5 (0,801%)                                     |
| Bosnio                                         | -                                              | -                                              | -                                              | -                                              |
| Gitanos                                        | -                                              | -                                              | -                                              | -                                              |
| Musulmanes                                     | -                                              | -                                              | -                                              | -                                              |
| Bosnio Herzegovino                             | -                                              | -                                              | -                                              | -                                              |
| Montenegrinos                                  | 1                                              | -                                              | 2 (0,385%)                                     | 1 (0,160%)                                     |
| Macedonios                                     | -                                              | -                                              | -                                              | -                                              |
| Albaneses                                      | -                                              | -                                              | -                                              | -                                              |
| Yugoslavos                                     | -                                              | 4 (1,050%)                                     | 57 (10,98%)                                    | 4 (0,641%)                                     |
| Ukranianos                                     | -                                              | -                                              | -                                              | -                                              |
| Eslovenos                                      | -                                              | -                                              | -                                              | -                                              |
| Ortodoxos                                      | -                                              | -                                              | -                                              | -                                              |
| Otros                                          | 4                                              | 7 (1,837%)                                     | 1 (0,193%)                                     | 3 (0,481%)                                     |
| Sin declarar                                   | 2                                              | -                                              | -                                              | -                                              |
| Desconocidos                                   | -                                              | -                                              | -                                              | -                                              |